# Garbakoïra
Garbakoïra is een gemeente (commune) in de regio Timboektoe in Mali. De gemeente telt 5700 inwoners (2009).